# El clan Olimpia
El clan Olimpia es una serie de televisión por internet española de thriller y drama criminal creada por Arantxa Cuesta y David Muñoz para Disney+. Está protagonizada por Zaira Romero. Tiene previsto su estreno en Disney+ para el 9 de julio de 2025.

## Trama
Cuando a su marido le diagnostican un cáncer, Olimpia (Zaira Romero) empieza a vender hachís en su barrio para poder mantener a su familia a flote. Sin embargo, lo que comenzó como un negocio con una intención noble la empuja hacia el tráfico internacional de cocaína, con el nuevo objetivo de llevar a su marido a una clínica en Estados Unidos.

## Reparto

### Reparto principal
- Zaira Romero
- Tamara Casellas
- Juan Carlos Vellido
- Joel Bosqued
- Daniel Ibáñez
- Mina El Hammani
- Juan Pablo Raba
- María de Nati

### Reparto secundario
- Carlota Gurpegui
- Jorge Perugorría
- Eider Uribe

## Capítulos
| N.º | Título                                   | Dirigido por     | Escrito por                  | Fecha de lanzamiento original |
| --- | ---------------------------------------- | ---------------- | ---------------------------- | ----------------------------- |
| 1   | «Vamos a ser muy grandes»                | Gracia Querejeta | Arantxa Cuesta y David Muñoz | 9 de julio de 2025            |
| 2   | «No es cosa de mujeres»                  | Gracia Querejeta | Arantxa Cuesta y David Muñoz | 9 de julio de 2025            |
| 3   | «Por mis muertos»                        | Violeta Salama   | Arantxa Cuesta y David Muñoz | 9 de julio de 2025            |
| 4   | «Lo que no tiene arreglo es una mentira» | Violeta Salama   | Arantxa Cuesta y David Muñoz | 9 de julio de 2025            |
| 5   | «Vas a ser muy grande»                   | Violeta Salama   | Arantxa Cuesta y David Muñoz | 9 de julio de 2025            |
| 6   | «Si tienes un problema...»               | Violeta Salama   | Arantxa Cuesta y David Muñoz | 9 de julio de 2025            |

## Producción
El 10 de junio de 2024, Disney+ anunció que había arrancado en Bilbao el rodaje de la serie Olimpia, la cual estaba basada en la historia de una narcotraficante española real. Gracia Querejeta, Violeta Salama y Claudia Pedraza fueron anunciadas como las directoras de la serie, y Zaira Romero también fue confirmada como la protagonista. El 16 de junio de 2025, se confirmó que el título de la serie se había expandido de Olimpia a El clan Olimpia.

## Lanzamiento y marketing
El 16 de junio de 2025, Disney+ lanzó el primer tráiler de Olimpia y programó su estreno en la plataforma para el 9 de julio de 2025.